# Aron Baynes
Aron John Baynes (nascut el 9 de desembre de 1986) a Gisborne, Nova Zelanda) és un jugador de bàsquet australià que juga als Toronto Raptors de l'NBA. Amb 2,08 metres d'alçada, juga en la posició de pivot.

## Universitat
Va jugar durant quatre temporades amb els Cougars de la Universitat Estatal de Washington DC, en les que va anotar una mitjana de 8,7 punts i 5,4 rebots per partit. Va acabar en la vuitena posició en el rànquing històric de la seva universitat en llançaments de camp, amb un 54,6% d'efectivitat, setè en taps (93) i onzè en rebots (653).

## Professional
Després de no ser escollit en el Draft de l'NBA del 2009, va començar la seva trajectòria professional al BC Lietuvos Rytas lituà, on va anotar una mitjana de 9,3 punts i 3,5 rebots, guanyant aquest any la lliga i la copa de Lituània.
A l'any següent va fitxar per l'EWE Baskets Oldenburg de la Lliga alemanya de bàsquet, on va jugar una temporada en la qual va fer 6,8 punts i 3,7 rebots per partit. El 2011 va marxar a l'A1 Ethniki, a l'Ikaros Kallitheas, on va ser un dels jugadors més destacats de l'equip, anotant 13,5 punts i agafant 8,6 rebots per partit.
Més tard, va fitxar pel KK Union Olimpija de la lliga eslovena, amb els que va disputar deu partits de la eurolliga, anotant 13,8 punts i 9,8 rebots per partit, fins que al mes de gener va fitxar pels San Antonio Spurs de l'NBA, amb els quals va disputar 16 partits de temporada regular, en els quals va fer 2,7 punts i 2,0 rebotes. A més a més va jugar 11 partits amb els Austin Toros, equip filial dels Spurs a la NBA d-League, anotant 13,9 punts i 8,7 rebotes. El 15 de juny de 2014, Baynes va guanyar el seu primer campionat de la NBA després de derrotar els Miami Heat 4 partits a 1 en les finals de l'NBA de 2014.
El 26 de setembre de 2014, Baynes va renovar el seu contracte amb els Spurs, per un any més.

## Estadístiques de la seva carrera a l'NBA
| Any      | Equip       | PJ  | PT | MPP  | %TC  | %3P  | %TL  | RPP | APP | ROB | TPP | PPP |
| -------- | ----------- | --- | -- | ---- | ---- | ---- | ---- | --- | --- | --- | --- | --- |
| 2012-13  | San Antonio | 16  | 0  | 8.8  | .500 | .000 | .583 | 2.0 | .3  | .1  | .4  | 2.7 |
| 2013-14† | San Antonio | 53  | 4  | 9.3  | .436 | -    | .905 | 2.7 | .6  | .0  | .1  | 3.0 |
| 2014-15  | San Antonio | 70  | 17 | 16.0 | .566 | .250 | .865 | 4.5 | .5  | .2  | .3  | 6.6 |
| 2015-16  | Detroit     | 81  | 1  | 15.2 | .505 | .000 | .764 | 4.7 | .6  | .3  | .6  | 6.3 |
| 2016-17  | Detroit     | 75  | 2  | 15.5 | .513 | -    | .840 | 4.4 | .4  | .2  | .5  | 4.9 |
| 2017-18  | Boston      | 81  | 67 | 18.3 | .471 | .143 | .756 | 5.3 | 1.1 | .3  | .6  | 6.0 |
| Total    | Total       | 376 | 91 | 15.0 | .502 | .143 | .802 | 4.4 | .7  | .2  | .5  | 5.4 |